# Charlotte Cederschiöld
Charlotte Cederschiöld (n. 28 septembrie 1944, Gävle Parish⁠(d), Comitatul Gävleborg, Suedia) este un om politic suedez, membru al Parlamentului European în perioada 1999-2004 din partea Suediei.
1. 1 2  Cederschiöld, Ulla Margareta Charlotta, Sveriges befolkning 1990[*]
2. ↑   https://www.svd.se/kanda-politikerbarn, accesat în 25 mai 2021 Lipsește sau este vid: |title= (ajutor)
3. ↑  Deputații în Parlamentul European